# Fort Raleigh
Le fort Raleigh est un fort britannique construit à la fin du XVIe siècle sur l'île Roanoke, dans ce qui est aujourd'hui la Caroline du Nord, aux États-Unis. Partie de la colonie de Roanoke mystérieusement disparue, il est redécouvert par John Lawson en 1701. Endommagé, il est intégré au sein d'un nouveau site historique national, le Fort Raleigh National Historic Site, en 1941. Il est alors reconstruit par le National Park Service en 1950.